# Marco Horácio
Marco Horácio da Silva Biscaia Faustino (Wolfach, Alemanha, 6 de janeiro de 1974) é um humorista, apresentador de televisão e actor português.

## Biografia
Aos 10 anos, mudou-se para Vieira de Leiria.
Destacou-se aquando do programa Levanta-te e Ri da SIC.
Marco Horácio tem várias personagens conhecidas, sendo alguns o Rouxinol Faduncho, Agente Simões e o Mágico Bóris.
Em 2014 empenhou-se na produção do filme Mau Mau Maria.

## Televisão

### Apresentador
| Ano             | Programa                         | Notas                           | Canal |
| --------------- | -------------------------------- | ------------------------------- | ----- |
| 2003 - 2006     | Levanta-te e Ri                  | Apresentador                    | SIC   |
| 2009            | Salve-se Quem Puder - 1.ª Edição | Apresentador com Diana Chaves   | SIC   |
| 2009            | O Formigueiro                    | Apresentador                    | SIC   |
| 2010            | Salve-se Quem Puder - 2.ª Edição | Apresentador com Diana Chaves   | SIC   |
| 2012 - 2013     | Ganha Num Minuto                 | Apresentador                    | SIC   |
| 2013            | Splash! Celebridades             | Jurado                          | SIC   |
| 2014            | Desafio Total                    | Apresentador com Sílvia Alberto | RTP1  |
| 2015            | Got Talent Portugal - 1.ª Edição | Apresentador                    | RTP1  |
| 2018 - 2020     | Levanta-te e Ri                  | Apresentador                    | SIC   |
| 2020            | A Vida Lá Fora                   | Apresentador                    | TVI   |
| 2020            | Somos Portugal                   | Apresentador                    | TVI   |
| 2020            | BOOM!                            | Apresentador                    | TVI   |
| 2020            | Portugal na TVI                  | Apresentador                    | TVI   |
| 2020            | Noite de Cristina                | Participação Especial           | TVI   |
| 2021            | Parabéns, Portugal               | Participação Especial           | TVI   |
| 2022 - presente | Levanta-te e Ri                  | Apresentador                    | SIC   |
| 2023            | Salve-se Quem Puder - 3.ª Edição | Apresentador com Diana Chaves   | SIC   |

### Ator
- Um Desejo de Natal (2019) - Mário Pereira - Elenco Principal (Telefilme)
- Sim, Chef! (2017) - Mário Valente, o Chef (protagonista)
- Rosa Fogo (2012) - Bilro Benvindo
- A Família Mata (2011) - Marco Mata
- Notícias em 2ª mão (2010) - Vários papéis
- Equador (2008) - João Forjaz
- Rouxinol Rodoviário (2007) - especial
- Filme da Treta (2006) - Zé Cágado
- Câmara Café (2006) - Luís Fonseca
- Novo Programa do Unas (2006) - Marco
- Os Jika da Lapa (2005) - participação
- Manobras de Diversão (2004) vários papéis (2004-2005)
- O Homem Que Faz O Homem Que Mordeu O Cão (2003)
- As Boas Entradas (2003) (TV)
- O Meu Sósia E Eu (2003) - Nuno Tavares/Nuno Lisboa
- O Bairro da Fonte (2002/2003) - Chico
- Paraíso Filmes (2002)
- O Lampião da Estrela (2000) - André
- Um Sarilho Chamado Marina (1999) - participação
- Médico de Família (1998) - participação
- Cuidado com o Fantasma (1997) - participação
- Era Uma Vez (1997) - participação
- Pensão Estrela (1996) - Eugénio
- A Máscara 4 (2024) -  concorrente, como "Flamingo"

## Cinema
- Arte de Roubar (The Art of Stealing) (2008)[2]
- Mau Mau Maria (2014) - ator, argumentista e produtor
- Malapata (2017) - ator (protagonista)

## Dobragens
Marco Horácio fez várias dobragens para filmes e séries de animação. Uma das que mais se destacaram foi "O Panda do Kung Fu", cabendo-lhe dar voz ao Panda Po, outra foi "O Gang dos Tubarões" em que deu voz ao Tubarão Lenny, e outra foi ''Home, A Minha Casa'' em que deu voz ao extraterrestre Oh.

## Música
- Rouxinol Faduncho é uma personagem, criado pelo actor e humorista Marco Horácio, que nasce de um trabalho de análise e observação, a algumas figuras características da nossa sociedade, ligadas ao mundo do fado bairrista. Esta observação resulta na criação do Rouxinol Faduncho, um personagem com vida própria, com personalidade com «tiques», gestos, gosto e uma abordagem social completamente distinta e reconhecida como tendo todos os requisitos de um Homem Real.

O personagem Rouxinol Faduncho é um fadista, ex-emigrante que foi expulso da Alemanha, país onde se encontrava emigrado, por vezes contrabando de alguns produtos nacionais para venda aos portugueses emigrados, nomeadamente morcelas. Já na Alemanha cantava fado em algumas tascas e o sucesso era estrondoso.
Chegado a Portugal, decide gravar o seu primeiro CD intitulado «Grandes Êxitos de Rouxinol Faduncho». Lançado a 5 de Dezembro de 2005 foi disco de ouro (entregue ao próprio pelas mãos de Júlio Isidro) e o disco com mais downloads feitos em Portugal até Maio de 2006, foi também o CD mais pirateado até ao verão de 2006. Tenta convencer as pessoas de que têm de comprar o seu CD, como forma de contribuírem para uma grande CA'U'SA, uma casa que está a construir em Barcarena para si e para os seus Cães de Loiça.
Tendo conseguido enganar as pessoas com o primeiro CD, decide lançar o segundo CD intitulado «Best On», On porque está ligado. A saga continua e como qualquer cidadão que constrói em Portugal, Rouxinol Faduncho também teve problemas com a licença de habitação e tem a obra embargada. Assim apela agora à compra do seu novo trabalho «Best On» para que os seus «Cães de Loiça», sendo assumida como a sua personagem de Marco neste segundo CD.
Rouxinol faz-se acompanhar ao longo deste musical humorístico, por três grandes músicos do fado: Paulo Valentim (guitarra portuguesa), João Mário Veiga (viola) e Rodrigo Serrão (baixo).

## Família
Marco Horácio é casado com Sara Bio Biscaia Faustino desde o dia 14 de agosto de 2023. Adicionalmente, conta com dois descendentes: Guilherme Faustino, de uma relação anterior, e Maria Leonor Faustino, fruto do seu casamento com Sara.

## Discografia
- Grandes Êxitos de Rouxinol Faduncho (2005)
- Best On (2006)
- Oh, oh, oh (músicas de natal) (2008)
- Rouxinol Faduncho (ao vivo - DVD)
- Ao Vivo e na Muche (2010)
- Formidável Bigode (2012)

## Livros
- Como tourear os espanhóis e sair em ombros (2007)[3]

## Prémios
Troféus de Televisão TV 7 Dias/Impala
| Ano  | Prémio                      | Resultado |
| ---- | --------------------------- | --------- |
| 2021 | Melhor Ator/Atriz Humorista | Indicado  |